# Knud Rasmussen
Knud Rasmussen (nascido Knud Johan Victor Rasmussen; Ilulissat, 7 de junho de 1879 — 21 de dezembro de 1933) foi um explorador e antropólogo gronelandês.

## Carreira
Ele fez sua primeira expedição em 1902-1904, conhecida como Expedição Literária Dinamarquesa, com Jørgen Brønlund, Harald Moltke e Ludvig Mylius-Erichsen, para examinar a cultura Inuit. Depois de voltar para casa, ele fez um circuito de palestras e escreveu The People of the Polar North (1908), uma combinação de diário de viagem e relato acadêmico do folclore inuit. 
Em 1910, Rasmussen e seu amigo Peter Freuchen estabeleceram a Thule Trading Station em Cape York (Qaanaaq), Groenlândia, como base comercial. O nome Thule foi escolhido porque era o posto comercial mais setentrional do mundo, literalmente o "Ultima Thule". Thule Trading Station tornou-se a base para uma série de sete expedições.

## Publicações
- The People of the Polar North (1908)
- Greenland by the Polar Sea: The Story of the Thule Expedition from Melville Bay to Cape Morris Jesup (1921) OCLC 1182066
- Eskimo Folk Tales (1921)
- Across Arctic America: Narrative of the Fifth Thule Expedition (1927)
- The Fifth Thule Expedition (1946–52) 10 volumes